# Arzama
Arzama is een geslacht van vlinders van de familie Uilen (Noctuidae), uit de onderfamilie Hadeninae.

## Soorten
- A. anoa Dyar, 1914
- A. brehmei Barnes & McDunnough, 1916
- A. densa Walker, 1865
- A. gargantua Dyar, 1914
- A. obliqua Walker, 1865
- A. pleostigma Dyar, 1914